# NGC 7282
NGC 7282 este o galaxie situată în constelația Șopârla. A fost descoperită în 2 octombrie 1878 de către Édouard Stephan⁠(d). Se află la o distanță de 44,46 de megaparseci de Pământ.